# جوردن فولي
جوردن فولي (بالإنجليزية: Jordan Foley)‏ هو منتج أفلام أمريكي، ولد في 9 مارس 1979 في سانت بول في الولايات المتحدة.

## وصلات خارجية
- جوردن فولي على موقع IMDb (الإنجليزية)
- جوردن فولي على موقع قاعدة بيانات الفيلم (الإنجليزية)